# Volvo S60
Dieser Artikel wurde auf der  Qualitätssicherungsseite des Portals Auto und Motorrad eingetragen. 
Bitte hilf mit, ihn zu verbessern, und beteilige dich an der Diskussion. (+)
Der Volvo S60 ist ein Fahrzeug der Mittelklasse des schwedischen Automobilherstellers Volvo.

## S60 (Typ P24, 2000–2009)
Der ausschließlich als Stufenhecklimousine gebaute Volvo S60 wurde im Spätsommer 2000 in das Modellprogramm aufgenommen und löste damit den S70 ab. Er basierte wie der im Frühjahr 2000 eingeführte Kombi V70, der S80 und der XC90 auf der P2-Plattform.
Die Typen S60 und V70 hatten (bis zum Modellwechsel des V70 im Sommer 2007) die gleiche Frontpartie und das gleiche Interieur. Im Gegensatz zum im Herbst 1998 erschienenen S80 war die Karosserie des S60 coupé-ähnlich und sportlich gestaltet, was eine jüngere Käuferschicht ansprechen sollte.

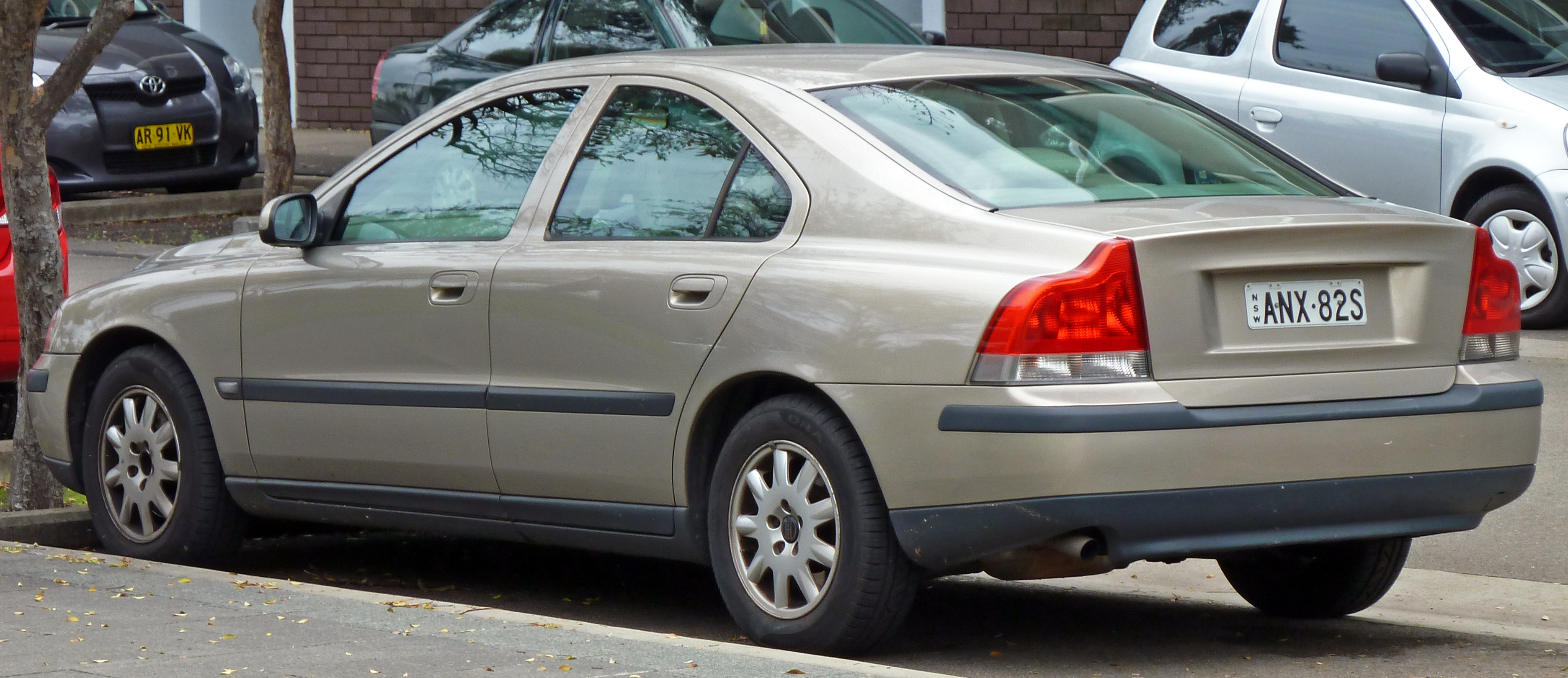
Heckansicht

Die Motorenpalette bestand ausschließlich aus Reihenfünfzylindermotoren. Es gab Ottomotoren mit und ohne Turbolader und Dieselmotoren. Auch eine BiFuel-Variante wurde angeboten, die sowohl mit Erdgas wie auch Benzin betrieben werden konnte. Die Motorleistung reichte von 96 kW (130 PS) beim 2.4D bis hin zu 221 kW (300 PS) bei der R-Variante. Einige Modellvarianten waren auch mit Allradantrieb verfügbar.

### Modellpflege
Im April 2004 wurde ein Facelift durchgeführt, das ausschließlich Detailveränderungen mit sich brachte.
Äußerlich präsentierte sich das Modell mit der verlängerten Frontpartie des S60 R und den neuen Ausstattungslinien Kinetic, Momentum, Summum mit je nach Version mehr Lack oder Chrom. Zudem sorgen Klarglasscheinwerfer für einen moderneren Look. Für den Innenraumbereich gab es eine neue Ledervariante (Souvereign Hide) und zusätzlich dazu die Möglichkeit, mit dem Volvo Inscription Programm das Fahrzeug noch stärker zu individualisieren.
Die Leistung des T5-Motors wurde um 7 kW (von 184 auf 191 kW) erhöht. Im Sommer 2005 wurden die Dieselmotoren modifiziert. Sie erhielten mehr Drehmoment und wurden mit einem Rußpartikelfilter versehen. Auch die Leistungswerte änderten sich: Die des D5 wurden angehoben (von 120 auf 136 kW), beim 2.4D hingegen fielen sie von 96 auf 93 kW.

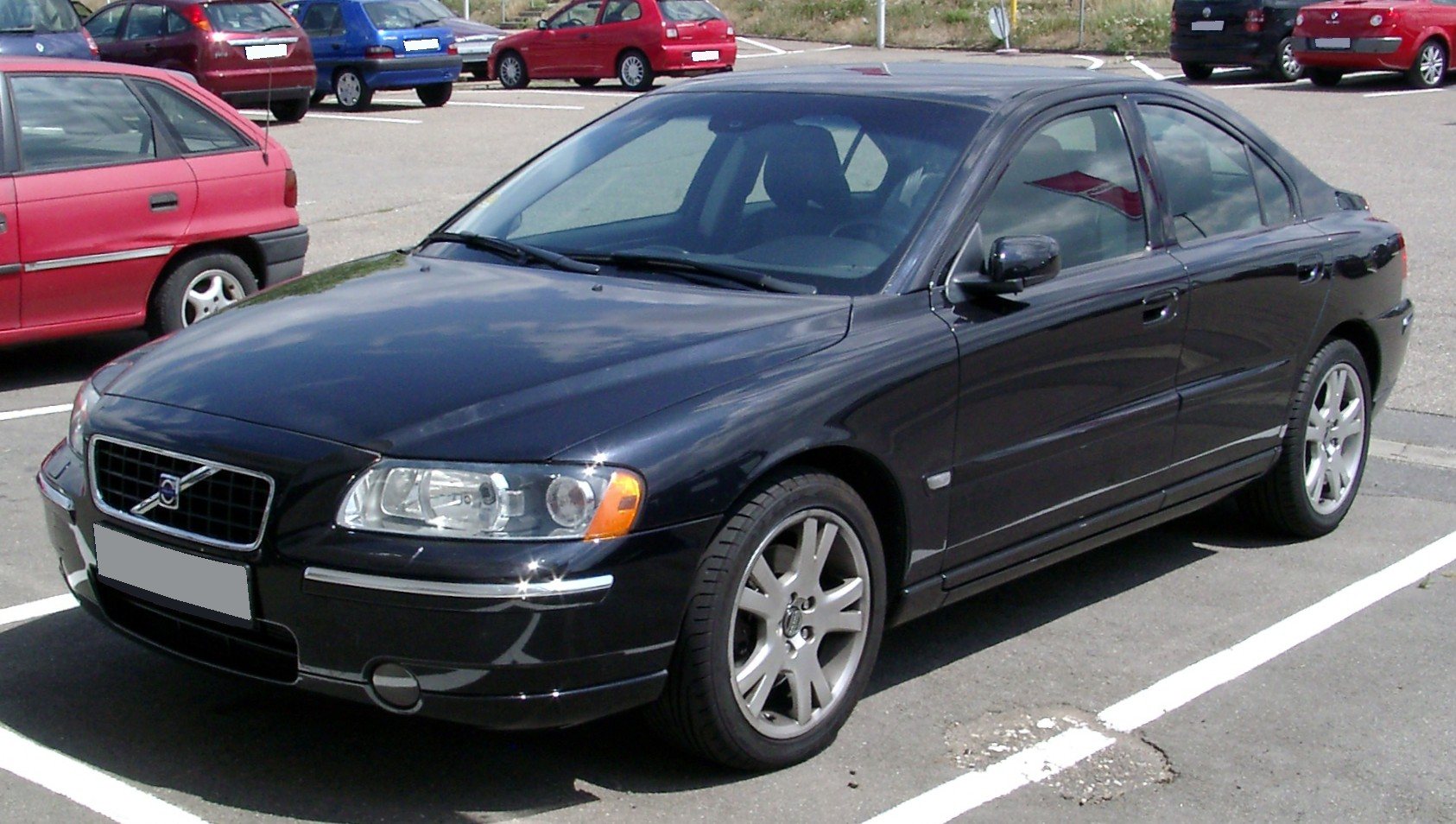
Volvo S60 (2004–2009)
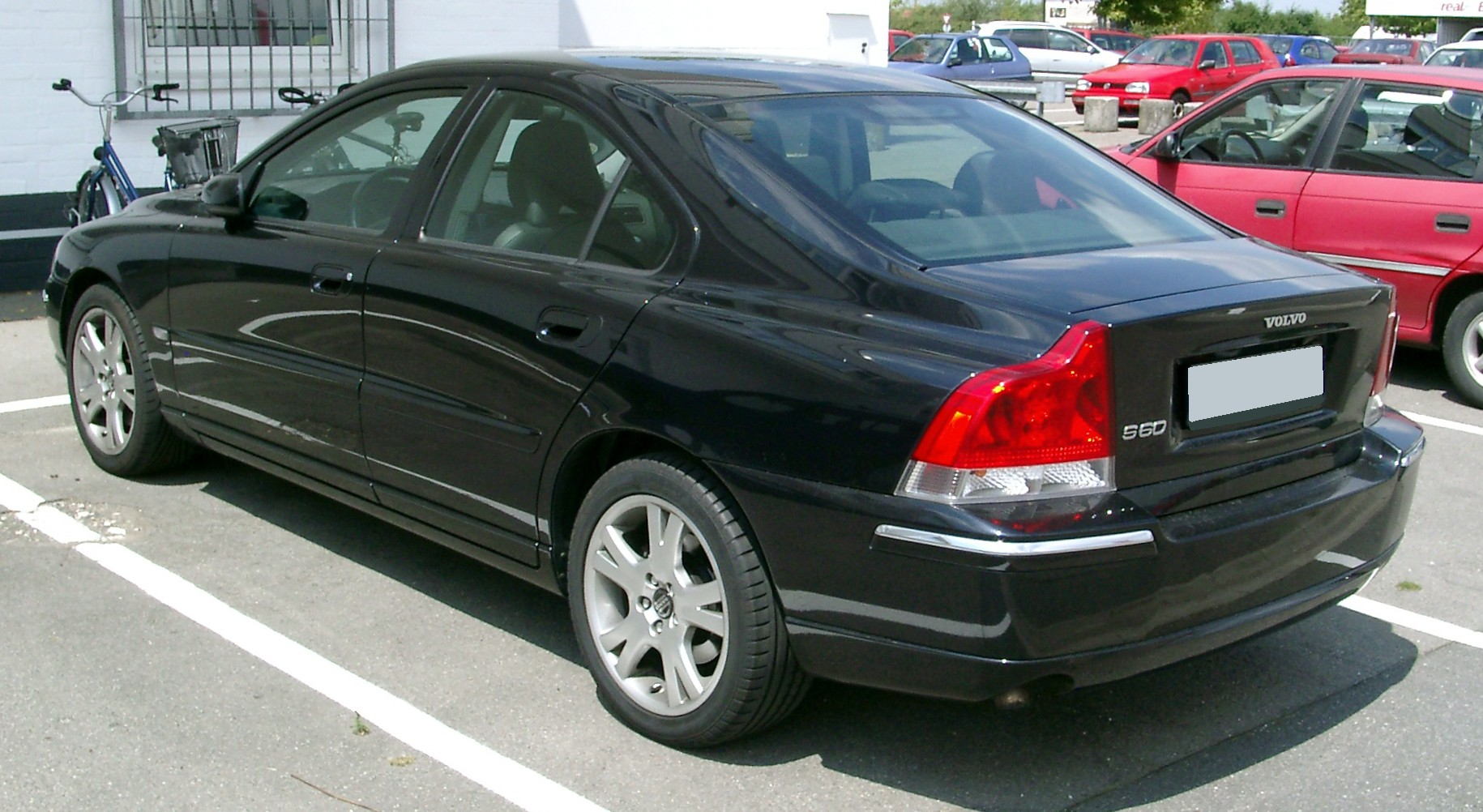
Heckansicht

Im Januar 2009 wurde die Produktion des S60 eingestellt. Der Nachfolger mit der gleichen Typenbezeichnung wurde im März 2010 auf dem Genfer Autosalon vorgestellt. Die Einführung fand im September 2010 statt.

### S60R
Auch eine besonders sportliche Variante mit dem Zusatz R war ab Frühjahr 2003 verfügbar. Dabei stand das „R“ für „refined“ (verfeinert, überarbeitet). Die Frontpartie dieser Variante hatte Volvo leicht überarbeitet, mit einem flacheren Kühlergrill sowie vom Serienmodell abweichenden Nebelscheinwerfern, in Chrom eingefassten Bi-Xenon-Scheinwerfern, dazu gab es Brembo-Bremsen, das FourC-Fahrwerk mit drei Einstellungsgraden, einen Haldex-Allradantrieb, Fünfspeichenräder mit einem R-Emblem und zwei gerade Auspuff-Endrohre.
Der Innenraum des S60 R war mit königsblauen Instrumenten, einem teilweise mit Leder überzogenen Armaturenbrett, mit besonderen Leder- und Farbvarianten sowie mit einem Sportlenkrad versehen.
Sein 2,5-Liter-Reihenfünfzylinder mit Turbolader, zwei Ladeluftkühlern und einer variablen Ventilsteuerung leistet maximal 221 kW (300 PS) und entwickelt ein Drehmoment von bis zu 400 Nm.
Mitte 2007 wurde die Produktion des Volvo S60 R eingestellt.

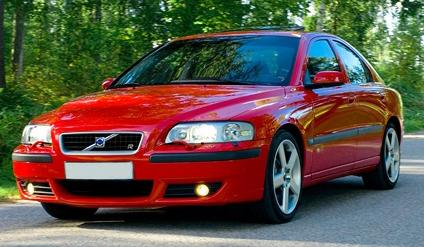
Volvo S60 R (2003–2007)
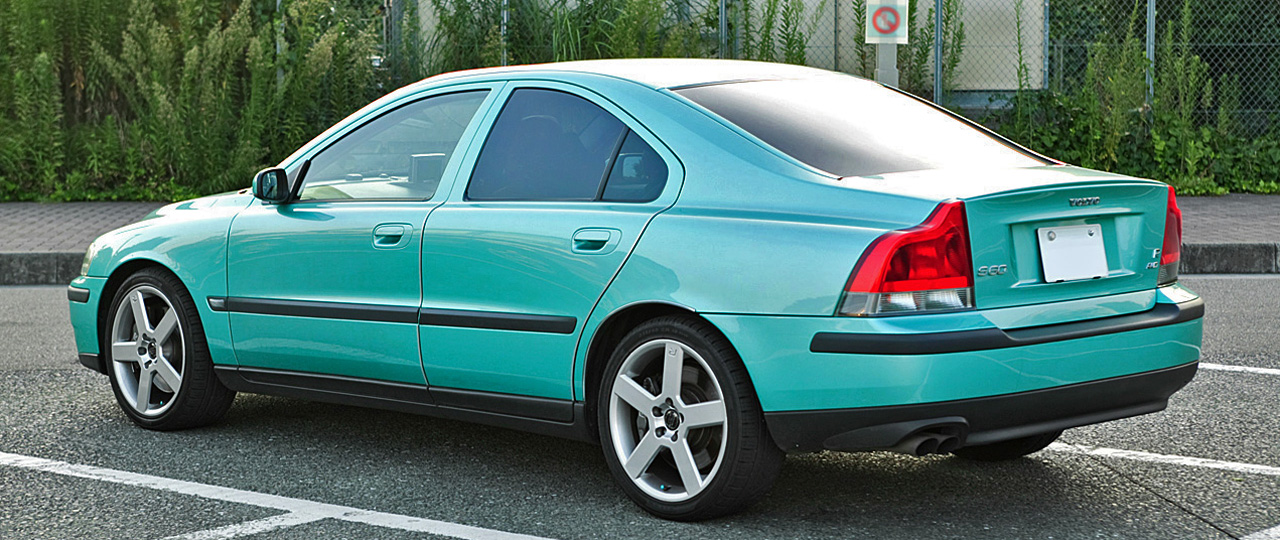
Heckansicht

### Motoren

#### Otto
|                               | 2.0T                        | 2.4                    | 2.4                    | 2.4T                                               | 2.5T                                              | T5                          | T5                          | R                           |
| Bauzeit                       | 9/2001–1/2009               | 11/2000–1/2009         | 11/2000–1/2009         | 11/2000–3/2003                                     | 4/2003–1/2009                                     | 11/2000–3/2004              | 4/2004–1/2009               | 3/2003–6/2007               |
|                               |                             |                        |                        |                                                    |                                                   |                             |                             |                             |
| Motorcode                     | B5204T5                     | B5244S2                | B5244S                 | B5244T3                                            | B5254T2                                           | B5234T3                     | B5244T5                     | B5254T4                     |
| Motortyp                      | R5-Ottomotor                | R5-Ottomotor           | R5-Ottomotor           | R5-Ottomotor                                       | R5-Ottomotor                                      | R5-Ottomotor                | R5-Ottomotor                | R5-Ottomotor                |
| Ventile pro Zylinder          | 4                           | 4                      | 4                      | 4                                                  | 4                                                 | 4                           | 4                           | 4                           |
| Ventilsteuerung               | DOHC, Zahnriemen            | DOHC, Zahnriemen       | DOHC, Zahnriemen       | DOHC, Zahnriemen                                   | DOHC, Zahnriemen                                  | DOHC, Zahnriemen            | DOHC, Zahnriemen            | DOHC, Zahnriemen            |
| Einspritzsystem               | Saugrohreinspritzung        | Saugrohreinspritzung   | Saugrohreinspritzung   | Saugrohreinspritzung                               | Saugrohreinspritzung                              | Saugrohreinspritzung        | Saugrohreinspritzung        | Saugrohreinspritzung        |
| Aufladung                     | Turbolader                  | –                      | –                      | Turbolader                                         | Turbolader                                        | Turbolader, Ladeluftkühler  | Turbolader, Ladeluftkühler  | Turbolader, Ladeluftkühler  |
| Kühlung                       | Wasserkühlung               | Wasserkühlung          | Wasserkühlung          | Wasserkühlung                                      | Wasserkühlung                                     | Wasserkühlung               | Wasserkühlung               | Wasserkühlung               |
| Bohrung und Hub               | 81,0 × 77,0 mm              | 83,0 × 90,0 mm         | 83,0 × 90,0 mm         | 83,0 × 90,0 mm                                     | 83,0 × 93,2 mm                                    | 81,0 × 90,0 mm              | 81,0 × 93,0 mm              | 83,0 × 93,2 mm              |
| Hubraum                       | 1984 cm³                    | 2435 cm³               | 2435 cm³               | 2435 cm³                                           | 2521 cm³                                          | 2319 cm³                    | 2401 cm³                    | 2521 cm³                    |
| Verdichtung                   | 8,5:1                       | 10,3:1                 | 10,3:1                 | 9,1:1                                              | 9,0:1                                             | 8,5:1                       | 8,5:1                       | 8,5:1                       |
| Max. Leistung bei 1/min       | 132 kW (180 PS) 5300        | 103 kW (140 PS) 5700   | 125 kW (170 PS) 5700   | 147 kW (200 PS) 6000                               | 154 kW (210 PS) 5000                              | 184 kW (250 PS) 5200        | 191 kW (260 PS) 5500        | 220 kW (300 PS) 5500        |
| Max. Drehmoment bei 1/min     | 240 Nm (325 ft·lb)2200–5000 | 220 Nm (298 ft·lb)3780 | 230 Nm (312 ft·lb)4500 | 285 Nm (386 ft·lb)1800                             | 320 Nm (434 ft·lb)1500–4500                       | 330 Nm (447 ft·lb)2400–5200 | 350 Nm (475 ft·lb)2100–5000 | 400 Nm (542 ft·lb)1950–5250 |
|                               |                             |                        |                        |                                                    |                                                   |                             |                             |                             |
| Angetriebene Achse (Standard) | Frontantrieb                | Frontantrieb           | Frontantrieb           | Frontantrieb                                       | Frontantrieb                                      | Frontantrieb                | Frontantrieb                | Allrad                      |
| Angetriebene Achse (Optional) | –                           | –                      | –                      | Allrad                                             | Allrad                                            | –                           | –                           | –                           |
| Getriebe (Standard)           | 5-Gang Manuell              | 5-Gang Manuell         | 5-Gang Manuell         | 5-Gang Manuell                                     | 5-Gang Manuell                                    | 5-Gang Manuell              | 6-Gang Manuell              | 6-Gang Manuell              |
| Getriebe (Optional)           | 5-Gang Automatik            | 5-Gang Automatik       | 5-Gang Automatik       | 5-Gang Automatik                                   | 5-Gang Automatik                                  | 5-Gang Automatik            | 5-Gang Automatik            | 5-Gang Automatik            |
|                               |                             |                        |                        |                                                    |                                                   |                             |                             |                             |
| Höchstgeschwindigkeit         | 225 km/h (215 km/h)         | 210 km/h (205 km/h)    | 225 km/h (215 km/h)    | 230 km/h (225 km/h) [220 km/h] [(215 km/h)]        | 230 km/h (225 km/h) [225 km/h] [(220 km/h)]       | 250 km/h (245 km/h)         | 250 km/h                    | 250 km/h                    |
| Beschleunigung 0-100 km/h     | 8,8 s (9,5 s)               | 10,2 s (11,1 s)        | 8,7 s (9,6 s)          | 7,6 s (8,0 s) [8,1 s] [(8,5 s)]                    | 7,6 s (8,0 s) [7,3 s] [(7,7 s)]                   | 6,8 s (7,1 s)               | 6,5 s (6,9 s)               | [5,7 s] [(7,5 s)]           |
| l/100 km                      | 9,2 liter (10,1 liter)      | 8,9 liter (9,6 liter)  | 9,0 liter (9,6 liter)  | 9,2 liter (10,0 liter) [10,0 liter] [(10,7 liter)] | 9,2 liter (10,0 liter) [9,8 liter] [(10,5 liter)] | 9,3 liter (10,3 liter)      | 9,3 liter (9,8 liter)       | [10,5 liter] [(10,9 liter)] |

Daten in () für Automatikgetriebe.
Daten in [] für Allrad
Daten in [()] für Allrad + Automatik

#### Diesel
| Modell   | Motorcode | Bauzeit   | Leistung kW (PS) bei 1/min | Drehmoment Nm bei 1/min | Hubraum cm³ |
| -------- | --------- | --------- | -------------------------- | ----------------------- | ----------- |
| 2.4D     | D5244T2   | 2002–2006 | 96 (130)                   | 280 bei 1750–3000       | 2401        |
| D5       | D5244T    | 2001–2004 | 120 (163)                  | 340 bei 1750–2750       | 2401        |
| 2.4D DPF | D5244T5   | 2005–2009 | 120 (163)                  | 340 bei 1750–2750       | 2400        |
| D5 DPF   | D5244T4   | 2004-2009 | 136 (185)                  | 400 bei 2000–2750       | 2400        |

#### Bi–Fuel
| Model           | Motorcode | Bauzeit   | Leistung PS (kW) bei 1/min | Drehmoment Nm bei 1/min | Hubraum cm³ | Sprit                    |
| --------------- | --------- | --------- | -------------------------- | ----------------------- | ----------- | ------------------------ |
| 2.4 Bi-Fuel CNG | B5244SG   | 2002–2008 | 140 (103) bei 5800         | 192 bei 4500            | 2435        | Benzin und Erdgas (CNG)  |
| 2.4 Bi-Fuel LPG | B5244SG2  | 2002–2005 | 140 (103) bei 5100         | 214 bei 4500            | 2435        | Benzin und Autogas (LPG) |

- Alle Motoren sind Fünfzylinder.
- DPF = Dieselpartikelfilter
- Werte in eckiger Klammer stehen für Erdgasbetrieb.

## S60 (Typ Y20, 2010–2018)
Im Frühjahr 2010 wurde die zweite Generation des Volvo S60 vorgestellt und seit Sommer des gleichen Jahres in der belgischen Stadt Gent produziert.
Das im Volvo XC60 eingeführte Sicherheitspaket City Safety (u. a. mit automatischer Notbremsfunktion) ist auch in diesem Fahrzeug erhältlich. In Verbindung mit dem Aktiven Geschwindigkeits-Abstands-Regelsystem bietet es auch eine Fußgängererkennung.
Auf der Basis des S60 und mit den gleichen Motorisierungen und Ausstattungsmöglichkeiten war die Kombiversion Volvo V60 seit Herbst 2010 auf dem Markt.
Im März 2011 hatte der ADAC in einem Heizungstest dem Volvo S60 D5 Summum die beste Heizleistung aller untersuchten Dieselfahrzeuge attestiert.

### Ausstattungslinien
Für den S60 standen fünf Ausstattungslinien zur Wahl:
- Basis: u. a. 6 Airbags, Audioanlage mit CD/MP3, beheizbare Außenspiegel, Bordcomputer, ESP, elektrische Fensterheber vorn u. hinten, Klimaautomatik, City Safety-Notbremsassistent, Rücksitzlehne geteilt umklappbar, Start-Stopp-Automatik (nicht T5 und T6), Zentralverriegelung.

- Kinetic: 2-Zonen-Klimaautomatik, 16"-Leichtmetallräder (T6: 17"), Tempomat.
- R-Design: Lederlenkrad, 18"-Zoll-Leichtmetallräder, Sportfahrwerk und -optik.
- Momentum: anklappbare Außenspiegel, Parksensoren hinten, Regensensor, USB-Anschluss.
- Summum: Bi-Xenon-Kurvenlicht, elektr. verstellbarer Fahrersitz mit Memoryfunktion, Lederpolster.

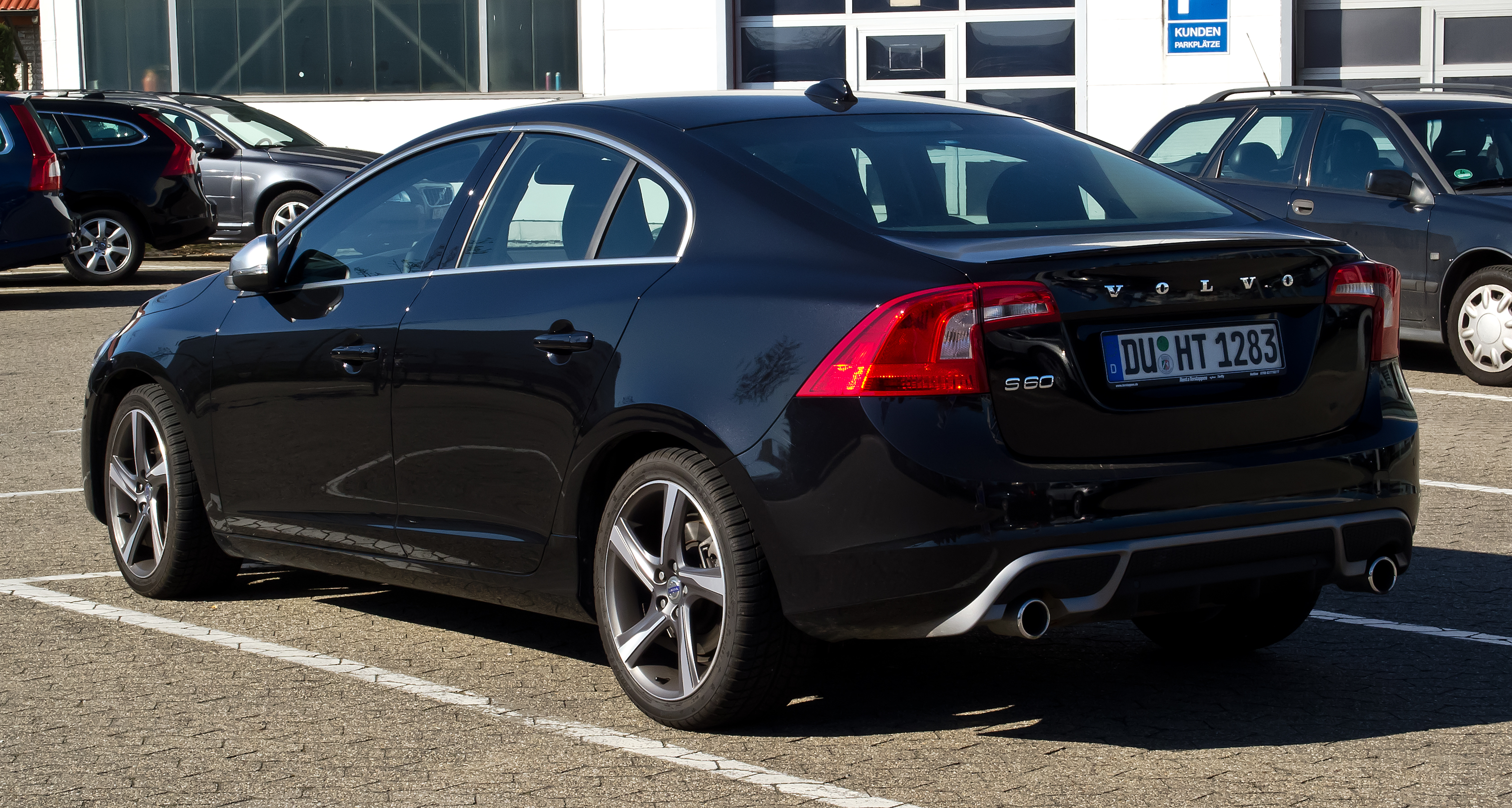
Heckansicht

### Modellpflege
Mitte 2013 wurde der S60 einer Modellpflege unterzogen, bei der die Scheinwerfer geändert wurden und nun zu einer Einheit gefasst sind. Die Chrom-Umrandung des Kühlergrills, der nun vier anstelle von drei Lamellen trägt, entfällt.
Außerdem wurde das Design der Frontschürze geändert, so dass die klare optische Trennung zwischen dem mittleren unteren Lufteinlass und den äußeren abgemildert wird.

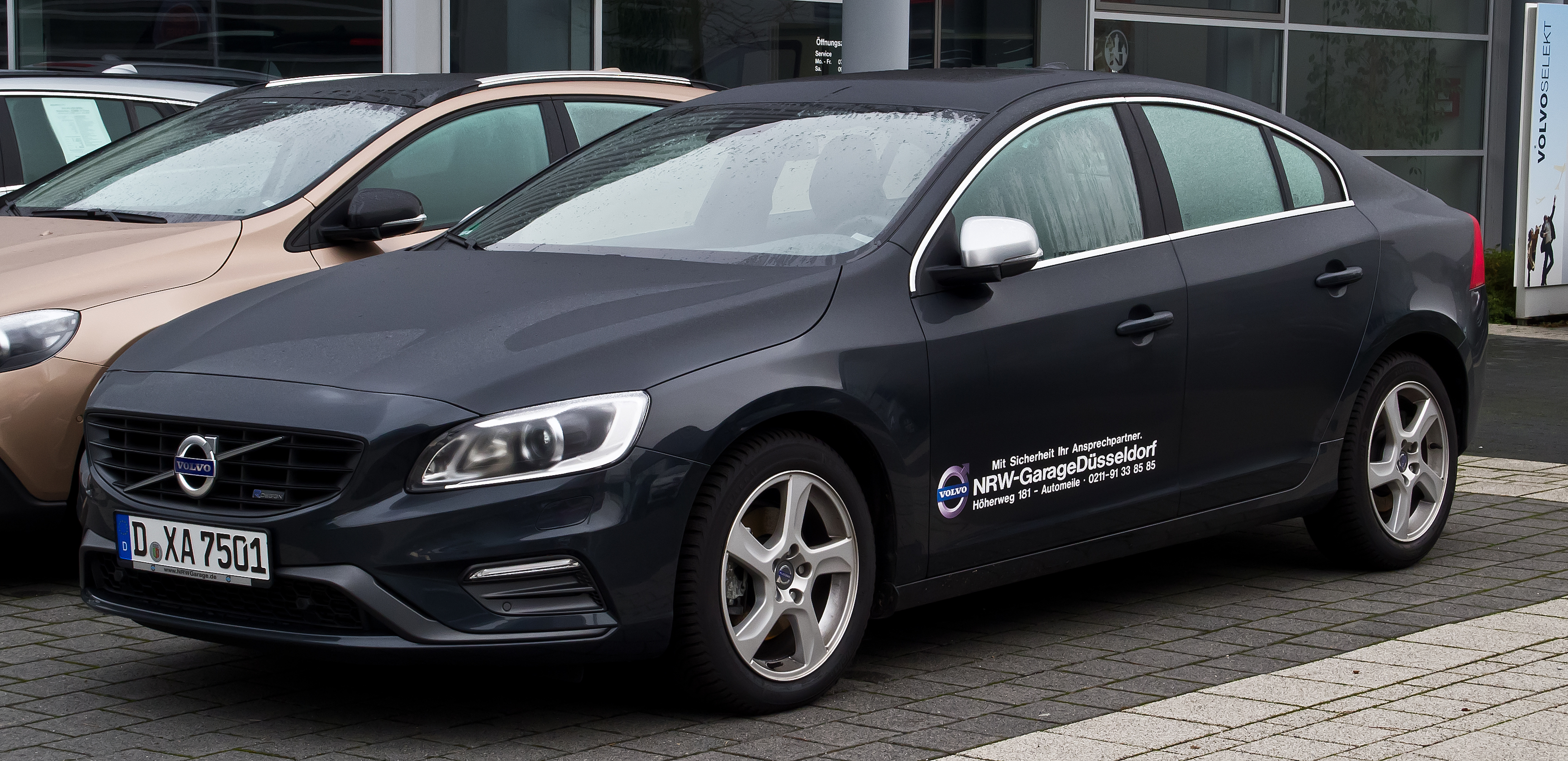
Volvo S60 R-Design (2013–2018)
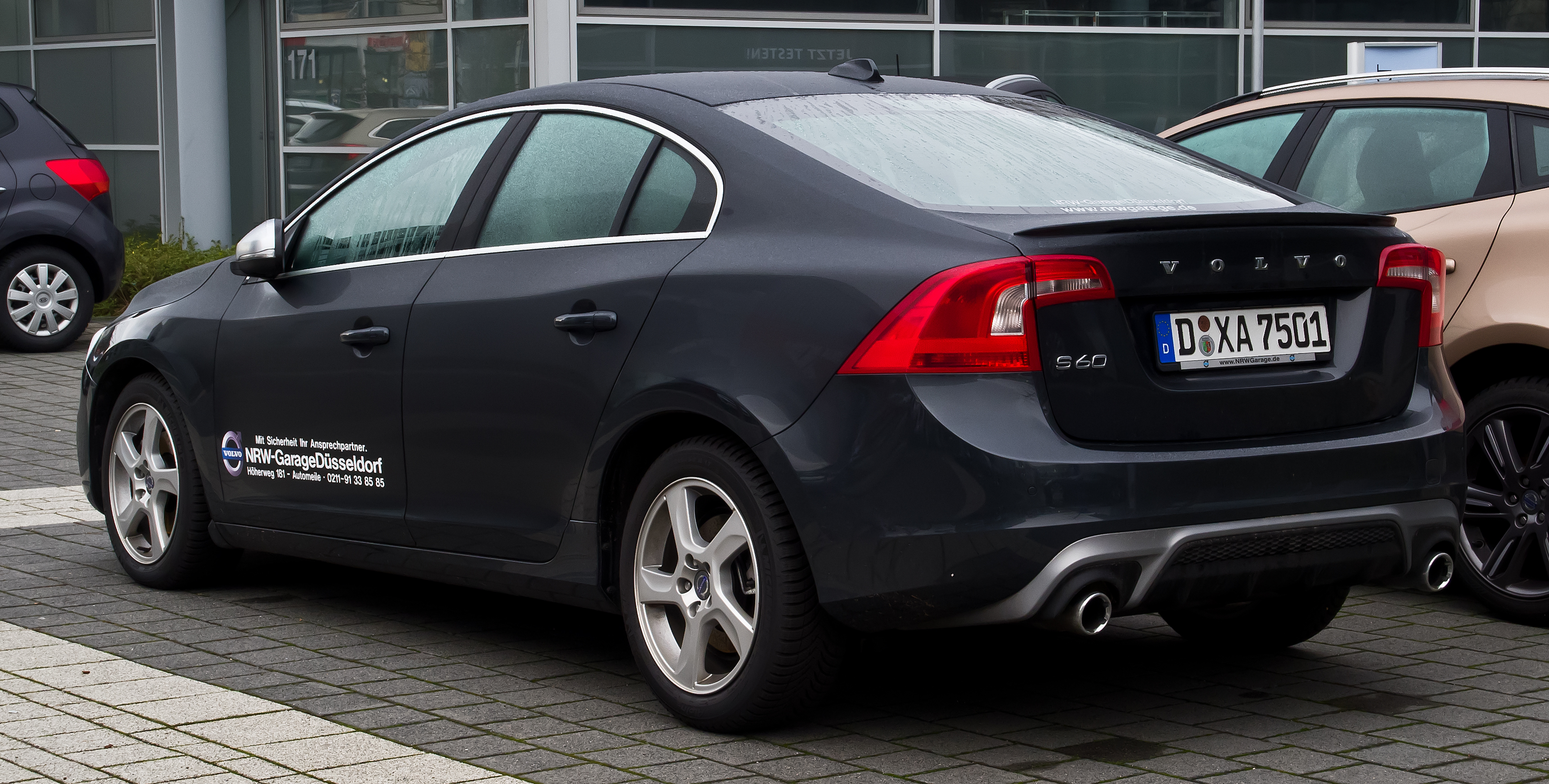
Heckansicht

### Technische Daten

#### Ottomotoren
|                                                                  | T2                                      | T3                                      | T3                                          | T4                                      | T4                                      | T4                                      | 2.0T                                    | T5                                      | T5                                      | T6 AWD                                  | T6 AWD                                   | Polestar AWD                            |
| ---------------------------------------------------------------- | --------------------------------------- | --------------------------------------- | ------------------------------------------- | --------------------------------------- | --------------------------------------- | --------------------------------------- | --------------------------------------- | --------------------------------------- | --------------------------------------- | --------------------------------------- | ---------------------------------------- | --------------------------------------- |
| Bauzeit                                                          | seit 11/2015                            | 11/2010–04/2015                         | seit 04/2015                                | seit 2013                               | 11/2010–04/2015                         | seit 04/2015                            | 04/2010–05/2011                         | 11/2010–11/2013                         | seit 11/2013                            | seit 11/2013                            | 04/2010–04/2014                          | seit 07/2016                            |
| Motortyp                                                         | Ottomotor                               | Ottomotor                               | Ottomotor                                   | Ottomotor                               | Ottomotor                               | Ottomotor                               | Ottomotor                               | Ottomotor                               | Ottomotor                               | Ottomotor                               | Ottomotor                                | Ottomotor                               |
| Motorbauart                                                      | Vierzylinder-Reihenmotor mit Turbolader | Vierzylinder-Reihenmotor mit Turbolader | Vierzylinder-Reihenmotor mit Turbolader     | Vierzylinder-Reihenmotor mit Turbolader | Vierzylinder-Reihenmotor mit Turbolader | Vierzylinder-Reihenmotor mit Turbolader | Vierzylinder-Reihenmotor mit Turbolader | Vierzylinder-Reihenmotor mit Turbolader | Vierzylinder-Reihenmotor mit Turbolader | Vierzylinder-Reihenmotor mit Turbolader | Sechszylinder-Reihenmotor mit Turbolader | Vierzylinder-Reihenmotor mit Turbolader |
| Hubraum                                                          | 1498 cm³                                | 1596 cm³                                | 1969 cm³                                    | 1984 cm²                                | 1596 cm³                                | 1969 cm³                                | 1999 cm³                                | 1999 cm³                                | 1969 cm³                                | 1969 cm³                                | 2953 cm³                                 | 1969 cm³                                |
| Leistung bei 1/min                                               | 90 kW (122 PS)/ 5000                    | 110 kW (150 PS)/ 5700                   | 112 kW (152 PS)/ 5000                       | 132 kW (180 PS)/ 5000                   | 132 kW (180 PS)/ 5700                   | 140 kW (190 PS)/ 4700                   | 149 kW (203 PS)/ 6000                   | 177 kW (240 PS)/ 5500                   | 180 kW (245 PS)/ 5500                   | 225 kW (306 PS)/ 5700                   | 224 kW (304 PS)/ 5400                    | 270 kW (367 PS)/ 6000                   |
| Drehmoment bei 1/min                                             | 220 Nm bei 1600–3500                    | 240 Nm bei 1600–4000                    | 250 Nm bei 1300–4000 [250 Nm bei 1700–4000] | 300 Nm bei 2700–4200                    | 240 Nm bei 1600–5000                    | 300 Nm bei 1300–4000                    | 300 Nm bei 1750–4000                    | 320 Nm bei 1800–5000                    | 350 Nm bei 1500–4800                    | 400 Nm bei 2100–4500                    | 440 Nm bei 2100–4200                     | 470 Nm bei 3100–5100                    |
| Getriebe, serienmäßig                                            | 6-Gang-Geartronic                       | 6-Gang-Schaltgetriebe                   | 6-Gang-Schaltgetriebe                       | 6-Gang-Schaltgetriebe                   | 6-Gang-Schaltgetriebe                   | 6-Gang-Schaltgetriebe                   | 6-Gang-Schaltgetriebe                   | 6-Gang-Schaltgetriebe                   | 8-Gang-Geartronic                       | 8-Gang-Geartronic                       | 6-Gang-Geartronic                        | 8-Gang-Geartronic                       |
| Getriebe, Sonderausstattung                                      | —                                       | 6-Gang-Powershift                       | 6-Gang-Geartronic                           | 6-Gang-Geartronic                       | 6-Gang-Powershift                       | 6-Gang-Geartronic                       | 6-Gang-Powershift                       | 6-Gang-Powershift                       | —                                       | —                                       | —                                        | —                                       |
| Antrieb                                                          | Vorderradantrieb                        | Vorderradantrieb                        | Vorderradantrieb                            | Vorderradantrieb                        | Vorderradantrieb                        | Vorderradantrieb                        | Vorderradantrieb                        | Vorderradantrieb                        | Vorderradantrieb                        | Allradantrieb                           | Allradantrieb                            | Allradantrieb                           |
| Beschleunigung, 0–100 km/h                                       | 10,2 s                                  | 9,5 s [10,2 s]                          | 8,6 s [8,6 s]                               | 8,7 s                                   | 8,3 s [9,0 s]                           | 7,2 s [7,2 s]                           | 7,7 s [8,2 s]                           | 7,3 s [7,5 s]                           | 6,3 s                                   | 5,9 s                                   | 5,9 s                                    | 4,7 s                                   |
| Höchstgeschwindigkeit                                            | 195 km/h                                | 210 km/h [205 km/h]                     | 210 [210] km/h                              | 220 km/h                                | 225 [225] km/h                          | 230 [230] km/h                          | 235 [230] km/h                          | 230 [230] km/h                          | 230 km/h                                | 250 km/h                                | 250 km/h                                 | 250 km/h                                |
| Kraftstoffverbrauch (nach EWG-Richtlinie, kombiniert auf 100 km) | 5,8 l                                   | 6,6 l [6,8 l]                           | 5,6 l [5,8 l]                               | 6,7 l                                   | 6,6 l [7,2 l]                           | 5,6 l [5,8 l]                           | 7,9 l [8,0 l]                           | 7,9 l [8,3 l]                           | 5,9 l                                   | 6,4 l                                   | 9,9 l                                    | 7,8 l                                   |
| CO2-Emission (g/km) kombiniert                                   | 134                                     | 152 [159]                               | 131 [134]                                   | 181                                     | 152 [173]                               | 131 [134]                               | 184 [188]                               | 184 [193]                               | 137                                     | 149                                     | 231                                      | 179                                     |
| Abgasnorm nach EU-Klassifikation                                 | Euro 6                                  | Euro 5                                  | Euro 6                                      | Euro 5                                  | Euro 5                                  | Euro 6                                  | Euro 5                                  | Euro 5                                  | Euro 6                                  | Euro 6                                  | Euro 5                                   | Euro 6                                  |

#### Dieselmotoren
|                                                                  | DRIVe/D2 1                           | D2                                   | D3                                   | D3                                   | D3/D4 2 3                            | D4                                      | D4                                      | D4 AWD                                  | D5                                      | D5 AWD                                  | D5                                      | D5 AWD                                  | D5                                      |
| ---------------------------------------------------------------- | ------------------------------------ | ------------------------------------ | ------------------------------------ | ------------------------------------ | ------------------------------------ | --------------------------------------- | --------------------------------------- | --------------------------------------- | --------------------------------------- | --------------------------------------- | --------------------------------------- | --------------------------------------- | --------------------------------------- |
| Bauzeit                                                          | 02/2011–04/2015                      | seit 04/2015                         | seit 04/2015                         | 05/2012–04/2015                      | 03/2010–11/2013                      | 11/2013–04/2015                         | seit 04/2015                            | seit 04/2015                            | 03/2010–05/2011                         | 03/2010–05/2011                         | 05/2011–04/2015                         | 05/2011–04/2015                         | seit 04/2015                            |
| Motortyp                                                         | Dieselmotor                          | Dieselmotor                          | Dieselmotor                          | Dieselmotor                          | Dieselmotor                          | Dieselmotor                             | Dieselmotor                             | Dieselmotor                             | Dieselmotor                             | Dieselmotor                             | Dieselmotor                             | Dieselmotor                             | Dieselmotor                             |
| Motorbauart                                                      | Vierzylinder-Reihen-Turbodieselmotor | Vierzylinder-Reihen-Turbodieselmotor | Vierzylinder-Reihen-Turbodieselmotor | Fünfzylinder-Reihen-Turbodieselmotor | Fünfzylinder-Reihen-Turbodieselmotor | Vierzylinder-Reihen-Bi-Turbodieselmotor | Vierzylinder-Reihen-Bi-Turbodieselmotor | Fünfzylinder-Reihen-Bi-Turbodieselmotor | Fünfzylinder-Reihen-Bi-Turbodieselmotor | Fünfzylinder-Reihen-Bi-Turbodieselmotor | Fünfzylinder-Reihen-Bi-Turbodieselmotor | Fünfzylinder-Reihen-Bi-Turbodieselmotor | Vierzylinder-Reihen-Bi-Turbodieselmotor |
| Hubraum                                                          | 1560 cm³                             | 1969 cm³                             | 1969 cm³                             | 1984 cm³                             | 1984 cm³                             | 1969 cm³                                | 1969 cm³                                | 2400 cm³                                | 2400 cm³                                | 2400 cm³                                | 2400 cm³                                | 2400 cm³                                | 1969 cm³                                |
| Leistung bei 1/min                                               | 84 kW (114 PS)/ 3600                 | 88 kW (120 PS)/ 3750                 | 110 kW (150 PS)/ 3750                | 100 kW (136 PS)/ 3500                | 120 kW (163 PS)/ 3500                | 133 kW (181 PS)/ 4250                   | 140 kW (190 PS)/ 4250                   | 140 kW (190 PS)/ 4000                   | 151 kW (205 PS)/ 4000                   | 151 kW (205 PS)/ 4000                   | 158 kW (215 PS)/ 4000                   | 158 kW (215 PS)/ 4000                   | 165 kW (225 PS)/ 4250                   |
| Drehmoment bei 1/min                                             | 270 Nm bei 1750–2500                 | 280 Nm bei 1500–2250                 | 320 Nm bei 1750–3000                 | 350 Nm bei 1500–2250                 | 400 Nm bei 1500–2750                 | 400 Nm bei 1750–2500                    | 400 Nm bei 1750–2500                    | 420 Nm bei 1500–3000                    | 420 Nm bei 1500–3250                    | 420 Nm bei 1500–3250                    | 420 Nm bei 1500–3250                    | 440 Nm bei 1500–3000                    | 470 Nm bei 1750–2500                    |
| Getriebe, serienmäßig                                            | 6-Gang-Schaltgetriebe                | 6-Gang-Schaltgetriebe                | 6-Gang-Schaltgetriebe                | 6-Gang-Schaltgetriebe                | 6-Gang-Schaltgetriebe                | 6-Gang-Schaltgetriebe                   | 6-Gang-Schaltgetriebe                   | 8-Gang-Geartronic                       | 6-Gang-Schaltgetriebe                   | 6-Gang-Geartronic                       | 6-Gang-Schaltgetriebe                   | 6-Gang-Geartronic                       | 8-Gang-Geartronic                       |
| Getriebe, Sonderausstattung                                      | 6-Gang-Powershift                    | 6-Gang-Geartronic                    | 6-Gang-Geartronic                    | 6-Gang-Geartronic                    | 6-Gang-Geartronic                    | 8-Gang-Geartronic                       | 8-Gang-Geartronic                       | —                                       | 6-Gang-Geartronic                       | —                                       | 6-Gang-Geartronic                       | —                                       | —                                       |
| Antrieb                                                          | Vorderradantrieb                     | Vorderradantrieb                     | Vorderradantrieb                     | Vorderradantrieb                     | Vorderradantrieb                     | Vorderradantrieb                        | Vorderradantrieb                        | Allradantrieb                           | Vorderradantrieb                        | Allradantrieb                           | Vorderradantrieb                        | Allradantrieb                           | Vorderradantrieb                        |
| Beschleunigung, 0–100 km/h                                       | 10,9 s [12,3 s]                      | 11,2 s [11,4 s]                      | 9,0 s [9,0 s]                        | 10,2 s [10,2 s]                      | 9,2 s [9,2 s]                        | 7,4 s [7,4 s]                           | 7,6 s [7,6 s]                           | 8,8 s                                   | 7,8 s [7,8 s]                           | 8,1 s                                   | 7,4 s [7,6 s]                           | 7,6 s                                   | 6,4 s                                   |
| Höchstgeschwindigkeit                                            | 195 [190] km/h                       | 195 [195] km/h                       | 215 [215] km/h                       | 205 [200] km/h                       | 220 [215] km/h                       | 230 [230] km/h                          | 230 [230] km/h                          | 230 km/h                                | 235 [230] km/h                          | 225 km/h                                | 230 [230] km/h                          | 225 km/h                                | 230 km/h                                |
| Kraftstoffverbrauch (nach EWG-Richtlinie, kombiniert auf 100 km) | 4,3 l [4,3 l]                        | 3,7 l [4,1 l]                        | 3,8 l [4,1 l]                        | 4,3 l [4,5 l]                        | 4,3 l [5,4 l]                        | 3,8 l [4,2 l]                           | 3,8 l [4,1 l]                           | 5,4 l                                   | 5,9 l [6,7 l]                           | 7,3 l                                   | 4,5 l [5,9 l]                           | 6,3 l                                   | 4,5 l                                   |
| CO2-Emission (g/km) kombiniert                                   | 114 [114]                            | 96 [107]                             | 99 [107]                             | 114 [142]                            | 114 [142]                            | 99 [109]                                | 99 [109]                                | 143                                     | 157 [177]                               | 194                                     | 119 [154]                               | 166                                     | 119                                     |
| Abgasnorm nach EU-Klassifikation                                 | Euro 5                               | Euro 6                               | Euro 6                               | Euro 5                               | Euro 5                               | Euro 6                                  | Euro 6                                  | Euro 6                                  | Euro 5                                  | Euro 5                                  | Euro 5                                  | Euro 5                                  | Euro 6                                  |

[Werte für Automatikgetriebe (Powershift, Geartronic)]

## S60 (seit 2018)
Die dritte Generation des S60 wurde am 20. Juni 2018 in Göteborg vorgestellt. Sie ist das erste Volvo-Modell, das im neuen Werk in Charleston (South Carolina) in den Vereinigten Staaten gebaut wird. Außerdem ist die Limousine nicht mehr mit Dieselmotoren erhältlich. Die Kombiversion V60 wurde bereits im Frühjahr 2018 präsentiert. Eine überarbeitete Version des S60 präsentierte Volvo im März 2022.

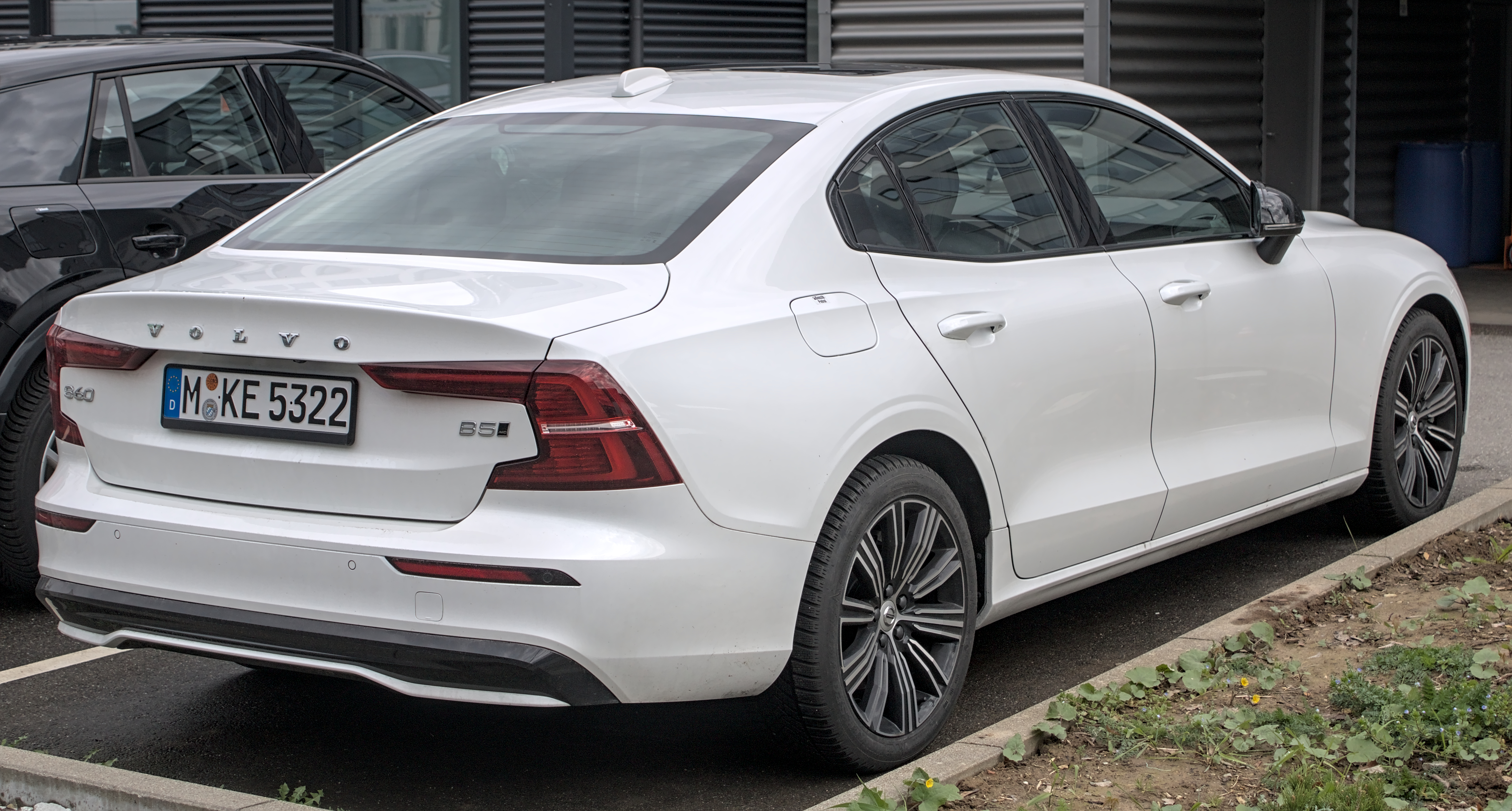
Heckansicht
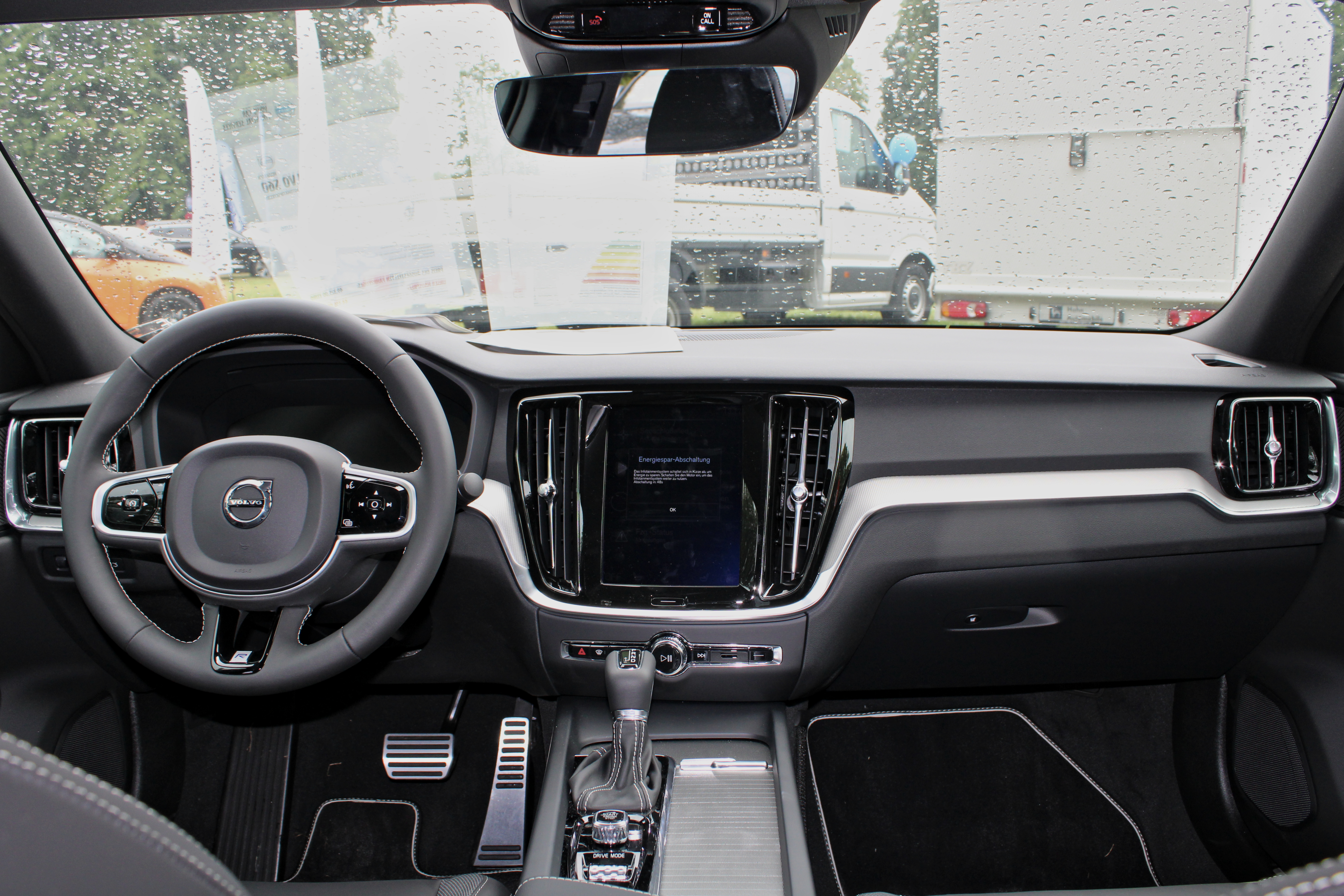
Innenansicht
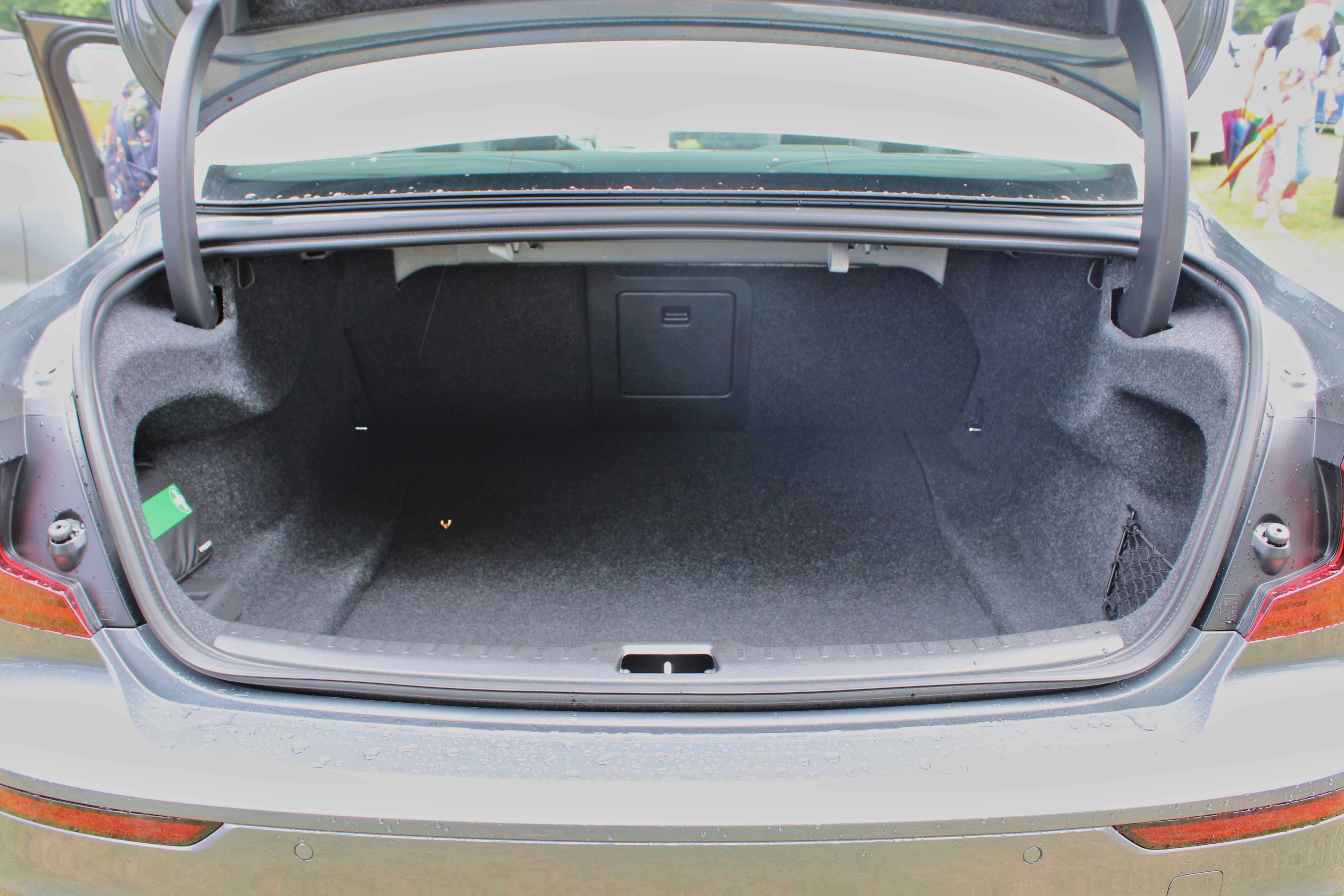
Kofferraum
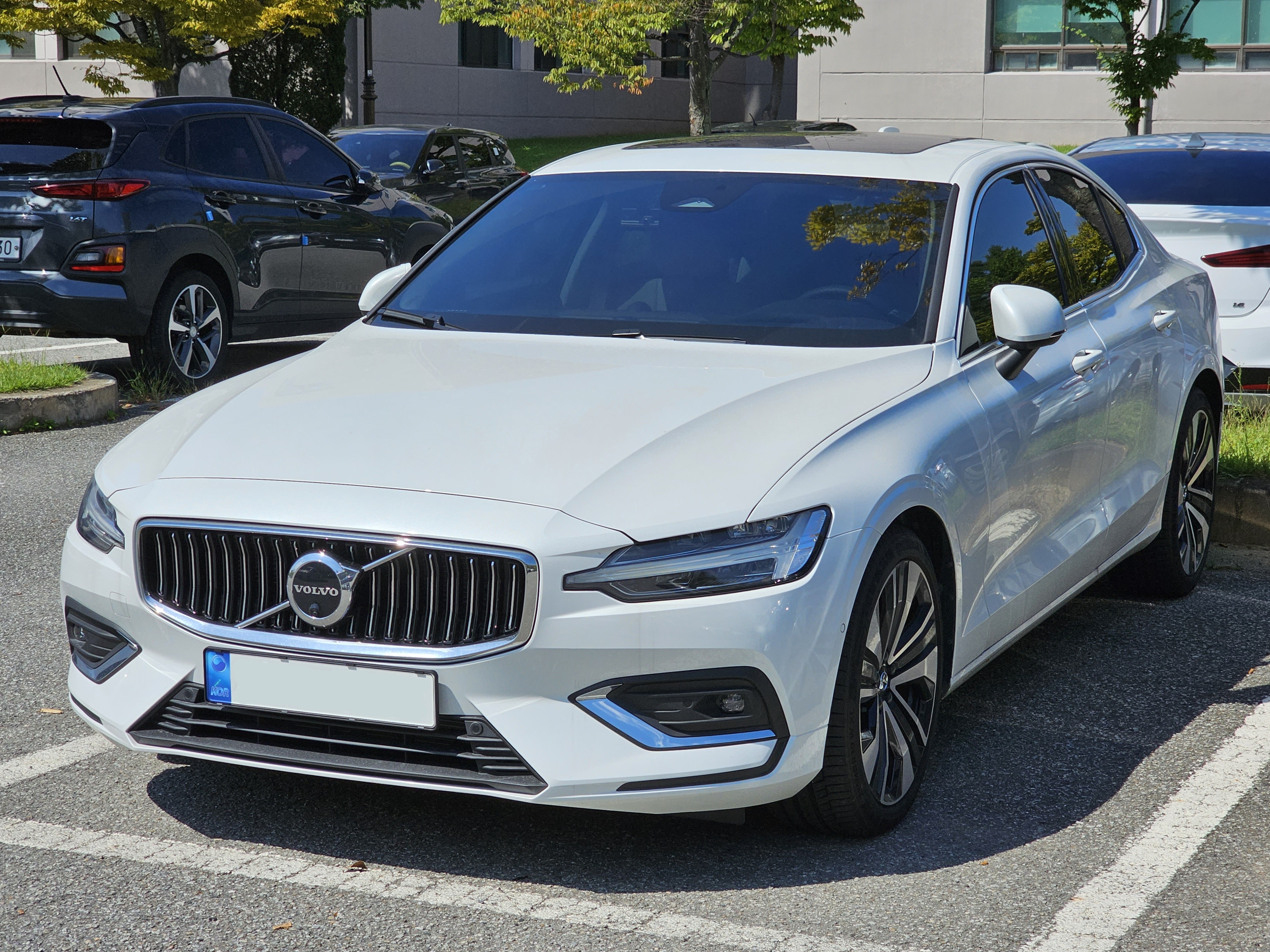
Volvo S60 (seit 2022)
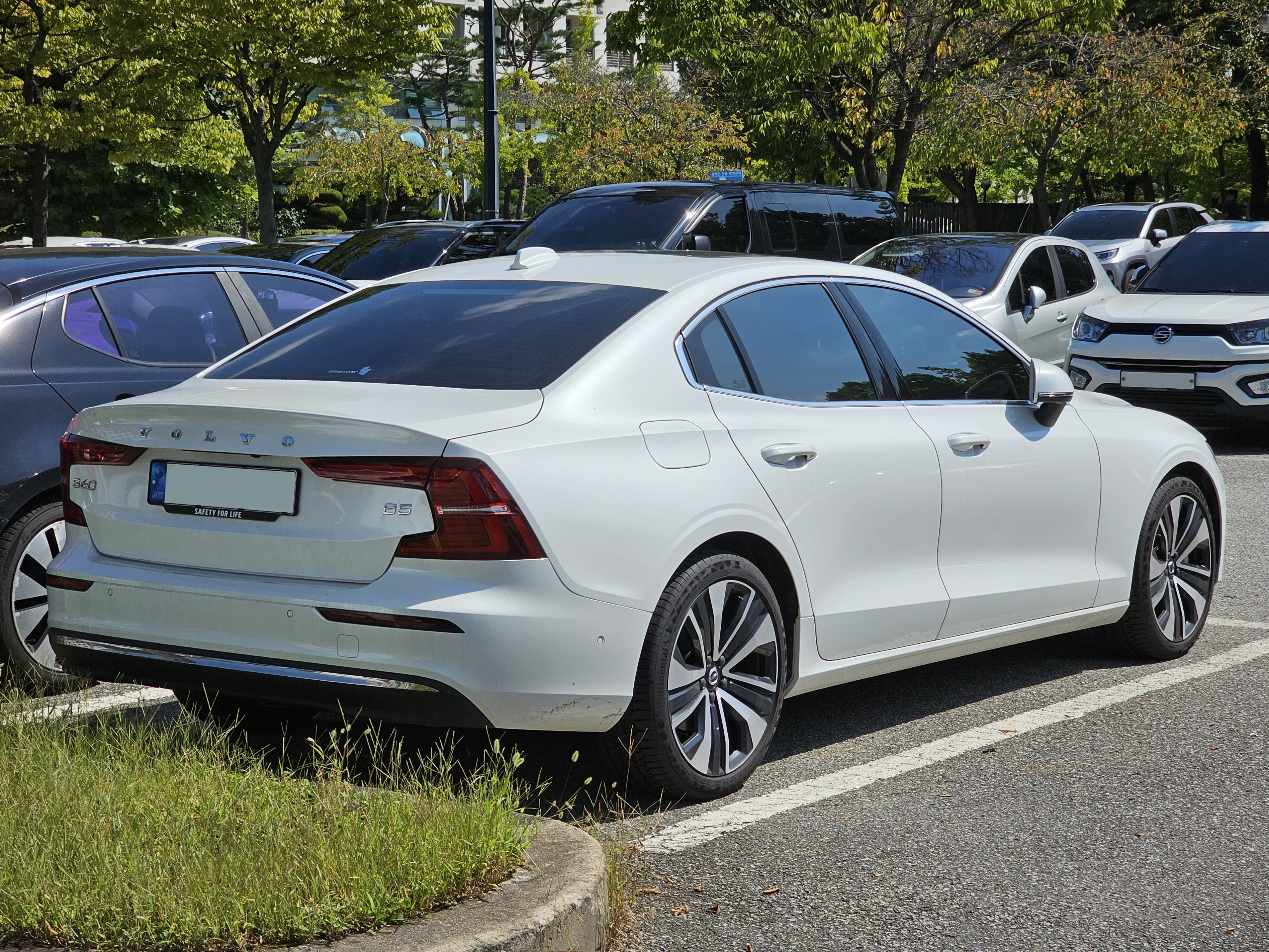
Heckansicht

### Technik
Der S60 basiert wie der Volvo S90 (2016) auf der SPA (skalierbare Produkt-Architektur)-Plattform. Die hintere Rückenlehne kann als Sonderausstattung umgeklappt werden. Wie beim S90 werden ausschließlich Vierzylindermotoren eingebaut.

#### Technische Daten
Der Kofferraum der Limousine fasst 442 L.
|                                                                   | T4                                                            | T4 Polestar Performance                                       | T5                                                            | T5 Polestar Performance                                       | T6 AWD                                                        | B4                                                                         | B4                                                                         | B5                                                                         | B5 AWD                                                                     | T8 TWIN ENGINE AWD                                                                          | T8 TWIN ENGINE Polestar Performance AWD                                                     | T8 Recharge AWD                                                                             |
| ----------------------------------------------------------------- | ------------------------------------------------------------- | ------------------------------------------------------------- | ------------------------------------------------------------- | ------------------------------------------------------------- | ------------------------------------------------------------- | -------------------------------------------------------------------------- | -------------------------------------------------------------------------- | -------------------------------------------------------------------------- | -------------------------------------------------------------------------- | ------------------------------------------------------------------------------------------- | ------------------------------------------------------------------------------------------- | ------------------------------------------------------------------------------------------- |
| Bauzeitraum:                                                      | 11/2018–03/2020                                               | 03/2019–03/2020                                               | 11/2018–03/2020                                               | 03/2019–03/2020                                               | 11/2018–03/2020                                               | 03/2020–02/2022                                                            | seit 02/2022                                                               | 03/2020–02/2022                                                            | seit 02/2022                                                               | 11/2018–09/2021                                                                             | 03/2019–09/2021                                                                             | seit 09/2021                                                                                |
| Motortyp:                                                         | Vierzylinder-Ottomotor in Reihenbauart und Direkteinspritzung | Vierzylinder-Ottomotor in Reihenbauart und Direkteinspritzung | Vierzylinder-Ottomotor in Reihenbauart und Direkteinspritzung | Vierzylinder-Ottomotor in Reihenbauart und Direkteinspritzung | Vierzylinder-Ottomotor in Reihenbauart und Direkteinspritzung | Vierzylinder-Ottomotor in Reihenbauart und Direkteinspritzung, Mild-Hybrid | Vierzylinder-Ottomotor in Reihenbauart und Direkteinspritzung, Mild-Hybrid | Vierzylinder-Ottomotor in Reihenbauart und Direkteinspritzung, Mild-Hybrid | Vierzylinder-Ottomotor in Reihenbauart und Direkteinspritzung, Mild-Hybrid | Plug-in-Hybrid (Otto/Elektro) Vierzylinder-Ottomotor in Reihenbauart und Direkteinspritzung | Plug-in-Hybrid (Otto/Elektro) Vierzylinder-Ottomotor in Reihenbauart und Direkteinspritzung | Plug-in-Hybrid (Otto/Elektro) Vierzylinder-Ottomotor in Reihenbauart und Direkteinspritzung |
| Motoraufladung:                                                   | Turbolader                                                    | Turbolader                                                    | Turbolader                                                    | Turbolader                                                    | Turbolader und Kompressor                                     | Turbolader                                                                 | Turbolader                                                                 | Turbolader                                                                 | Turbolader                                                                 | Turbolader und Kompressor                                                                   | Turbolader und Kompressor                                                                   | Turbolader und Kompressor                                                                   |
| Hubraum:                                                          | 1969 cm³                                                      | 1969 cm³                                                      | 1969 cm³                                                      | 1969 cm³                                                      | 1969 cm³                                                      | 1969 cm³                                                                   | 1969 cm³                                                                   | 1969 cm³                                                                   | 1969 cm³                                                                   | 1969 cm³                                                                                    | 1969 cm³                                                                                    | 1969 cm³                                                                                    |
| Verdichtungsverhältnis:                                           | 10,3 : 1                                                      | 10,3 : 1                                                      | 10,3 : 1                                                      | 10,3 : 1                                                      | 10,3 : 1                                                      | 10,3 : 1                                                                   | 10,3 : 1                                                                   | 10,3 : 1                                                                   | 10,3 : 1                                                                   | 10,3 : 1                                                                                    | 10,3 : 1                                                                                    | 10,3 : 1                                                                                    |
| max. Leistung bei min−1:                                          | 140 kW (190 PS) bei 5000/min                                  | 155 kW (210 PS) bei 5000/min                                  | 184 kW (250 PS) bei 5500/min                                  | 186 kW (253 PS) bei 5500/min                                  | 228 kW (310 PS) bei 5700/min                                  | 145 kW (197 PS) bei 4800–5400/min                                          | 145 kW (197 PS) bei 4800–5400/min                                          | 184 kW (250 PS) bei 5400–5700/min                                          | 184 kW (250 PS) bei 5400–5700/min                                          | 223 kW (303 PS) bei 6000/min + 65 kW (87 PS)                                                | 233 kW (318 PS) bei 6000/min + 65 kW (87 PS)                                                | 228 kW (310 PS) bei 6000/min + 107 kW (145 PS)                                              |
| max. Drehmoment bei min−1:                                        | 300 Nm bei 1700–4000/min                                      | 360 Nm bei 2200–5100/min                                      | 350 Nm bei 1800–4800/min                                      | 400 Nm bei 1800–4800/min                                      | 400 Nm bei 2200–5100/min                                      | 300 Nm bei 1500–4200/min                                                   | 300 Nm bei 1500–4200/min                                                   | 350 Nm bei 1800–4800/min                                                   | 350 Nm bei 1800–4800/min                                                   | 400 Nm bei 4500/min + 240 Nm                                                                | 430 Nm bei 4500/min + 240 Nm                                                                | 400 Nm bei 3000–4800/min + 309 Nm                                                           |
| Antriebsart, serienmäßig:                                         | Vorderradantrieb                                              | Vorderradantrieb                                              | Vorderradantrieb                                              | Vorderradantrieb                                              | Allradantrieb (AWD)                                           | Vorderradantrieb                                                           | Vorderradantrieb                                                           | Vorderradantrieb                                                           | Allradantrieb (AWD)                                                        | Allradantrieb (AWD)                                                                         | Allradantrieb (AWD)                                                                         | Allradantrieb (AWD)                                                                         |
| Getriebe, serienmäßig:                                            | 8-Gang-Geartronic                                             | 8-Gang-Geartronic                                             | 8-Gang-Geartronic                                             | 8-Gang-Geartronic                                             | 8-Gang-Geartronic                                             | 8-Gang-Geartronic                                                          | 7-Gang-Doppelkupplungsgetriebe                                             | 8-Gang-Geartronic                                                          | 8-Gang-Geartronic                                                          | 8-Gang-Geartronic                                                                           | 8-Gang-Geartronic                                                                           | 8-Gang-Geartronic                                                                           |
| Getriebe, optional:                                               | —                                                             | —                                                             | —                                                             | —                                                             | —                                                             | —                                                                          | —                                                                          | —                                                                          | —                                                                          | —                                                                                           | —                                                                                           | —                                                                                           |
| Beschleunigung, 0–100 km/h:                                       | 7,1 s                                                         | 7,1 s                                                         | 6,5 s                                                         | 6,5 s                                                         | 5,5 s                                                         | 7,9 s                                                                      | 7,9 s                                                                      | 6,7 s                                                                      | 6,7 s                                                                      | 4,6 s                                                                                       | 4,4 s                                                                                       | 4,6 s                                                                                       |
| Höchstgeschwindigkeit:                                            | 220 km/h                                                      | 220 km/h                                                      | 240 km/h                                                      | 240 km/h                                                      | 250 km/h                                                      | 180 km/h                                                                   | 180 km/h                                                                   | 180 km/h                                                                   | 180 km/h                                                                   | 250 km/h 1                                                                                  | 250 km/h 1                                                                                  | 180 km/h                                                                                    |
| Leergewicht:                                                      | 1677 kg                                                       | 1677 kg                                                       | 1677 kg                                                       | 1677 kg                                                       | 1775 kg                                                       | 1756 kg                                                                    | 1735 kg                                                                    | 1756 kg                                                                    | 1752 kg                                                                    | 2031 kg                                                                                     | 2031 kg                                                                                     | 2039 kg                                                                                     |
| Kraftstoffverbrauch auf 100 km (kombiniert, nach EWG-Richtlinie): | 6,5–6,8 l Super                                               | 6,5–6,8 l Super                                               | 6,5–6,8 l Super                                               | 6,5–6,8 l Super                                               | 8,0–8,9 l Super                                               | 6,3–6,4 l Super                                                            | 6,3–6,5 l Super                                                            | 6,3–6,4 l Super                                                            | 6,7–6,8 l Super                                                            | 1,7–1,8 l Super                                                                             | 1,7–1,8 l Super                                                                             | 0,8 l Super                                                                                 |
| CO2-Emission, kombiniert:                                         | 149–155 g/km                                                  | 149–155 g/km                                                  | 149–155 g/km                                                  | 149–155 g/km                                                  |                                                               | 142–146 g/km                                                               | 145–149 g/km                                                               | 142–146 g/km                                                               | 154–155 g/km                                                               | 39–42 g/km                                                                                  | 39–42 g/km                                                                                  | 18–19 g/km                                                                                  |
| Tankinhalt:                                                       | 60 l                                                          | 60 l                                                          | 60 l                                                          | 60 l                                                          | 60 l                                                          | 60 l                                                                       | 60 l                                                                       | 60 l                                                                       | 60 l                                                                       | 60 l                                                                                        | 60 l                                                                                        | 60 l                                                                                        |
| Abgasnorm nach EU-Klassifikation:                                 | Euro 6d-TEMP                                                  | Euro 6d-TEMP                                                  | Euro 6d-TEMP                                                  | Euro 6d-TEMP                                                  | Euro 6d-TEMP                                                  | Euro 6d                                                                    | Euro 6d                                                                    | Euro 6d                                                                    | Euro 6d                                                                    | Euro 6d-TEMP 2                                                                              | Euro 6d-TEMP 2                                                                              | Euro 6d 3                                                                                   |